# Cercotmetus
Cercotmetus is een geslacht van wantsen uit de familie van de Nepidae (Waterschorpioenen). Het geslacht werd voor het eerst wetenschappelijk beschreven door Amyot & Serville in 1843.

## Soorten
Het genus bevat de volgende soorten:

- Cercotmetus asiaticus Amyot & Serville, 1843
- Cercotmetus brevipes Montandon, 1909
- Cercotmetus compositus Montandon, 1903
- Cercotmetus dissidens Montandon, 1911
- Cercotmetus fumosus Distant, 1904
- Cercotmetus horni Montandon, 1911
- Cercotmetus minutus Keffer & J. Polhemus, 1999
- Cercotmetus pilipes (Dallas, 1850)
- Cercotmetus robustus Montandon, 1911
- Cercotmetus strangulatus Montandon, 1911